# 湯姆·佩特里
湯姆·佩特里（英語：Tom Petri；1940年5月28日—）是美国的一位政治人物。

## 生平
在1979年至2015年期間，他是威斯康星州第6選舉區選出的美國眾議院議員。他的黨籍是共和黨。佩特里的父母是德國人和挪威人。

## 荣誉

### 外国勋章奖章
- 旭日重光章（日本，2014年11月3日公布[2]）